# Franz Bauer (Politiker, 1874)
Franz Bauer (* 30. Mai 1874 in Hornstein; † 14. April 1930 in Zagersdorf) war ein österreichischer Pferdehändler und Politiker (CS). Er war zwischen 1922 und 1923 Abgeordneter zum Burgenländischen Landtag.

## Leben
Franz Bauer wurde als Sohn des Landwirts Johann Bauer aus Hornstein geboren. Er wuchs in einer burgenland-kroatischen Familie auf und besuchte die Volksschule in Hornstein. Nach der Bürgerschule in Eisenstadt war Bauer als Landwirt sowie als Pferde- und Weinhändler in Zagersdorf tätig.
Bauer war verheiratet.

## Politik
Bauer wurde am 15. Juli 1922 als Abgeordneter zum Burgenländischen Landtag angelobt und war bis zum 13. November 1923 in dieser Funktion. 